# Timpani

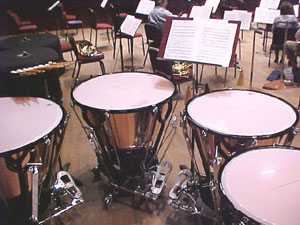

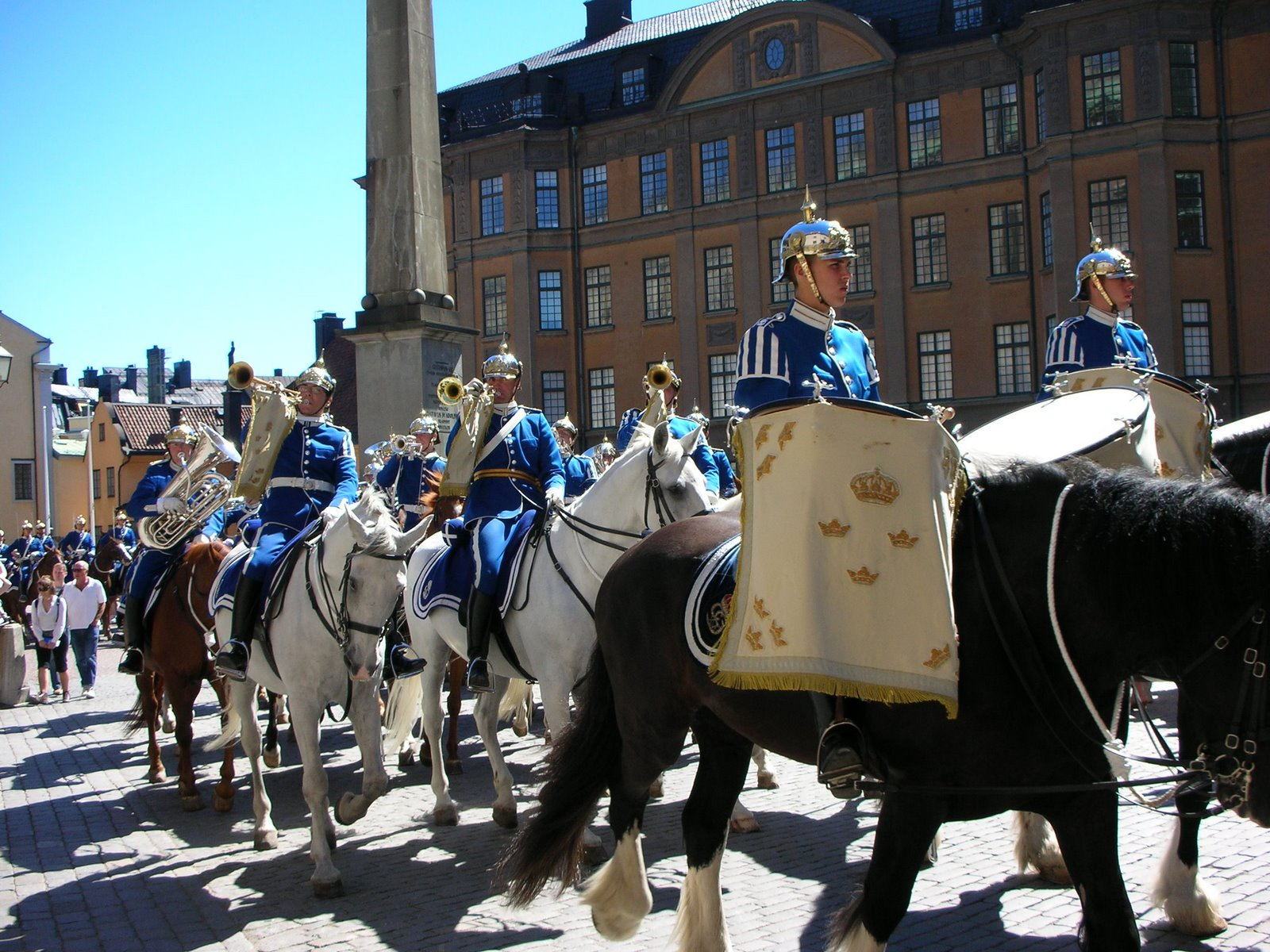
Pukor och trumpeter används i militärmusiken främst av beridna trumpetarkårer. Till höger pukhäst med pukor.

Här behandlas pukan i västerländsk konstmusik. För instrumentet i övriga sammanhang, se puka.
Timpani är det italienska ordet för pukor (i singular timpano; eng. kettledrums, fr. timbales). Ordet används numera tämligen ofta även på svenska för att skilja olika former och användningar av instrumentet pukor åt. 
Pukan är ett slaginstrument. Pukor tillhör den grupp av slaginstrument som kan stämmas till en bestämd tonhöjd. 
Den består av en stor kittel där man spänt kalvskinn eller ett syntetiskt pukskinn. Genom olika spänningar i kalvskinnet kan man erhålla olika toner i ungefär en kvints omfång. Dock rör det sig aldrig om en exakt ton, som man får exempelvis från ett stråkinstrument, eftersom ett trumskinn aldrig kan ge periodiska svängningar. 
Från och med wienklassicismen ingår normalt två pukor i opera- och symfoniorkestern. I modernare verk är det inte ovanligt att det krävs 4 pukor, det skulle kunna anses som den nya standarden. Dock finns det enstaka verk som kräver 6 pukor. 
Pukor spelas med klubbor (pukstockar) vars skaft oftast är av bambu eller lönn. Utformningen på huvudet kan se väldigt olika ut eftersom olika klanger kräver olika hårdhet. Den hårdaste som förekommer är ett oklätt trähuvud, medan en vanligare variant är den som är klädd i filt eller ull av olika tjocklek. Till skillnad från andra trummor som virveltrumman eller bastrumman uppnås inte det bästa ljudet när man slår an pukans skinn i mitten. Det beror på att kroppen smalnar av neråt, som en kittel. Den optimala träffytan på en puka är runt en decimeter från kanten, trots att trummans storlek inte sällan uppgår till 80 cm.
Pukor stäms genom att skinnet är sträckt över en ram som går runt pukkroppens kant. Skinnet kan spännas hårdare (tonen blir då högre) och lösare (lägre ton) genom att ramen pressas nedåt över kanten eller lyfts. Detta regleras genom en pedal, eller på äldre pukor med en handvev. Liksom alla akustiska instrument påverkas pukor av klimat (temperatur, luftfuktighet mm) men särskilt kalvskinnspukor är extremt lättpåverkade vilket gör att de kan stämma ur sig på några minuter. En skicklig pukist måste därför ofta stämma om sina pukor, även under spel, för att tonen inte ska bli falsk.
I europeisk konst- och högreståndsmusik användes pukor förr nästan alltid tillsammans med trumpeter, i par stämda i tonartens tonika och dominant. Konstellationen pukor och trumpeter hörde hemma i militära sammanhang och i orkestern. Pedalmekanismen experimenterades fram under 1800-talets förra hälft och gjorde det praktiskt möjligt för en ensam pukslagare att spela melodier; den möjligheten utnyttjades dock knappt före 1900-talet.

## Historia
Pukor användes i den svenska armén och flottan under flera hundra år. Det var framförallt kavalleriet, dragonerna (dragonpukor), drabanterna, artilleriet och flottan som hade pukslagare och pukor till skillnad mot tex infanteriet som hade trumslagare.